# Scandlines

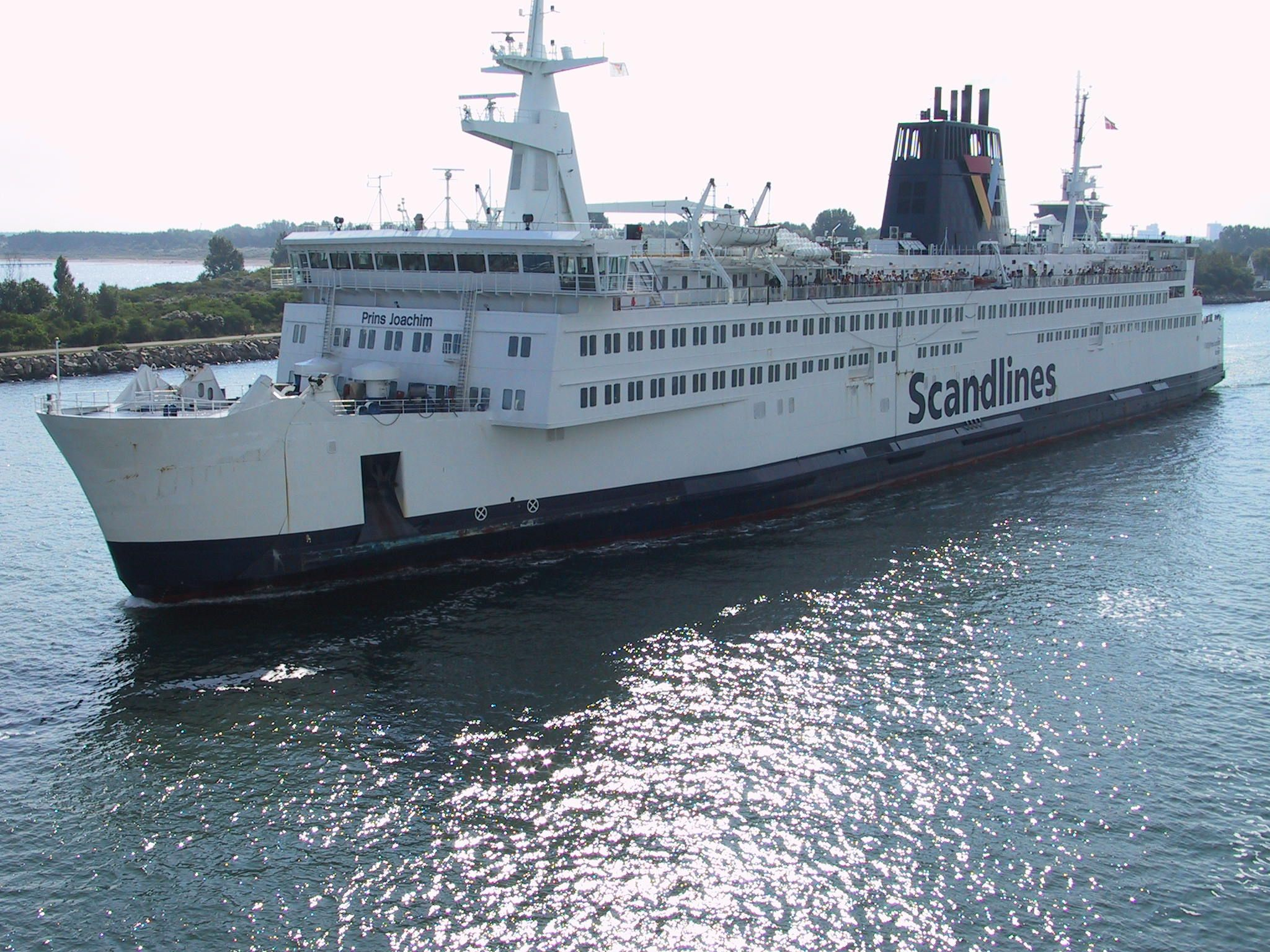
MF Prins Joachim

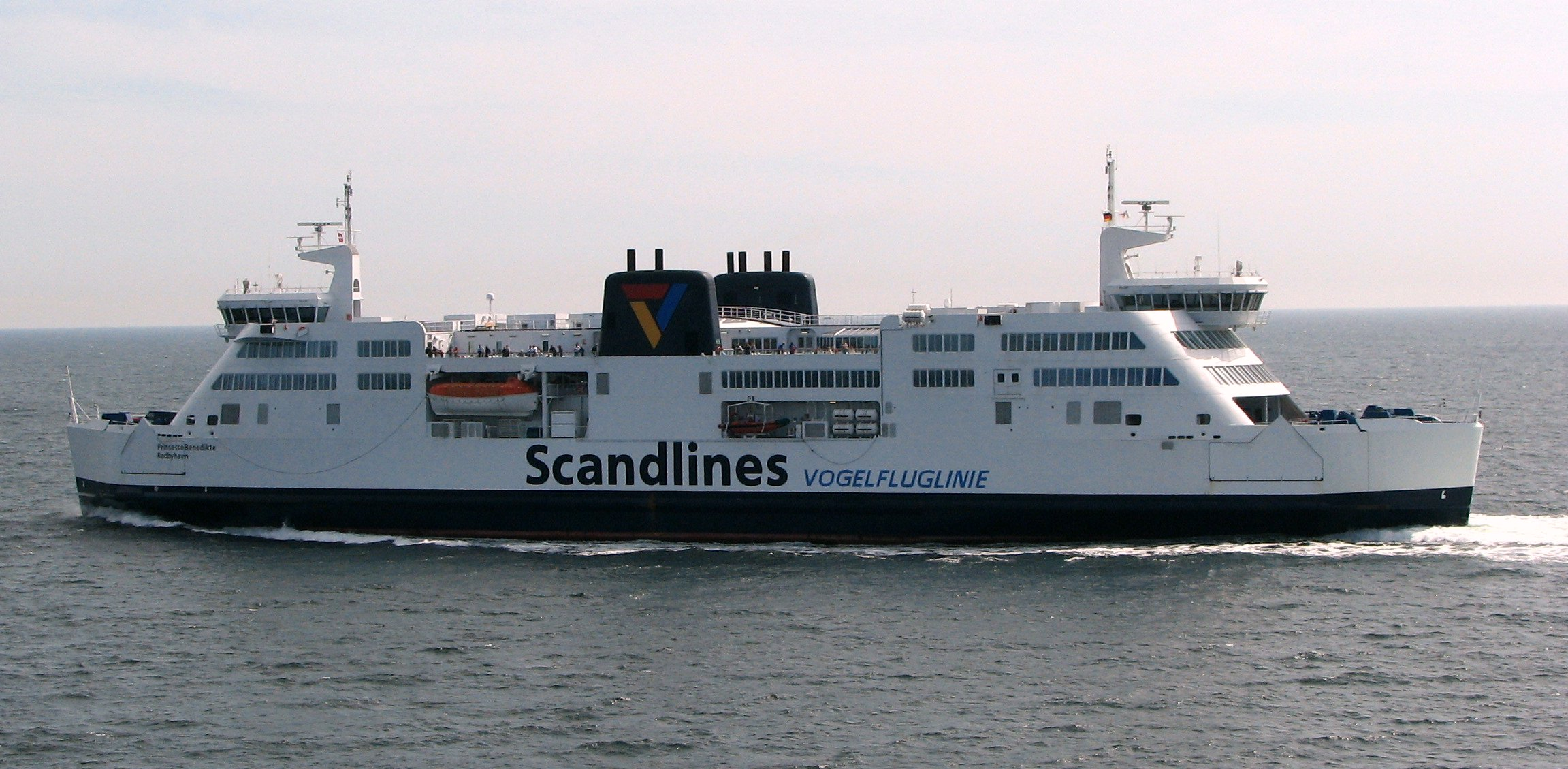
MF Prinsesse Benedikte

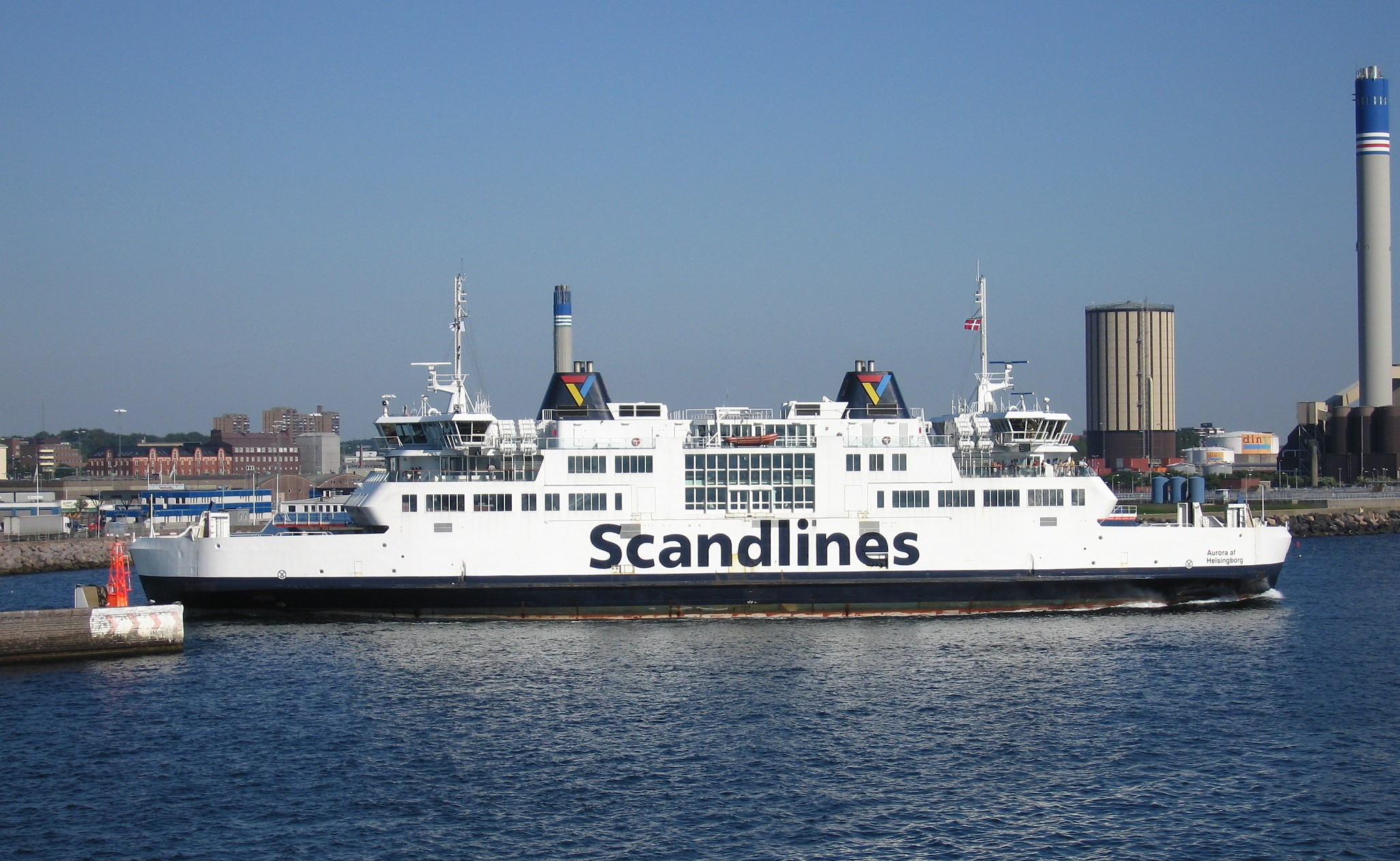
MF Aurora af Helsingborg

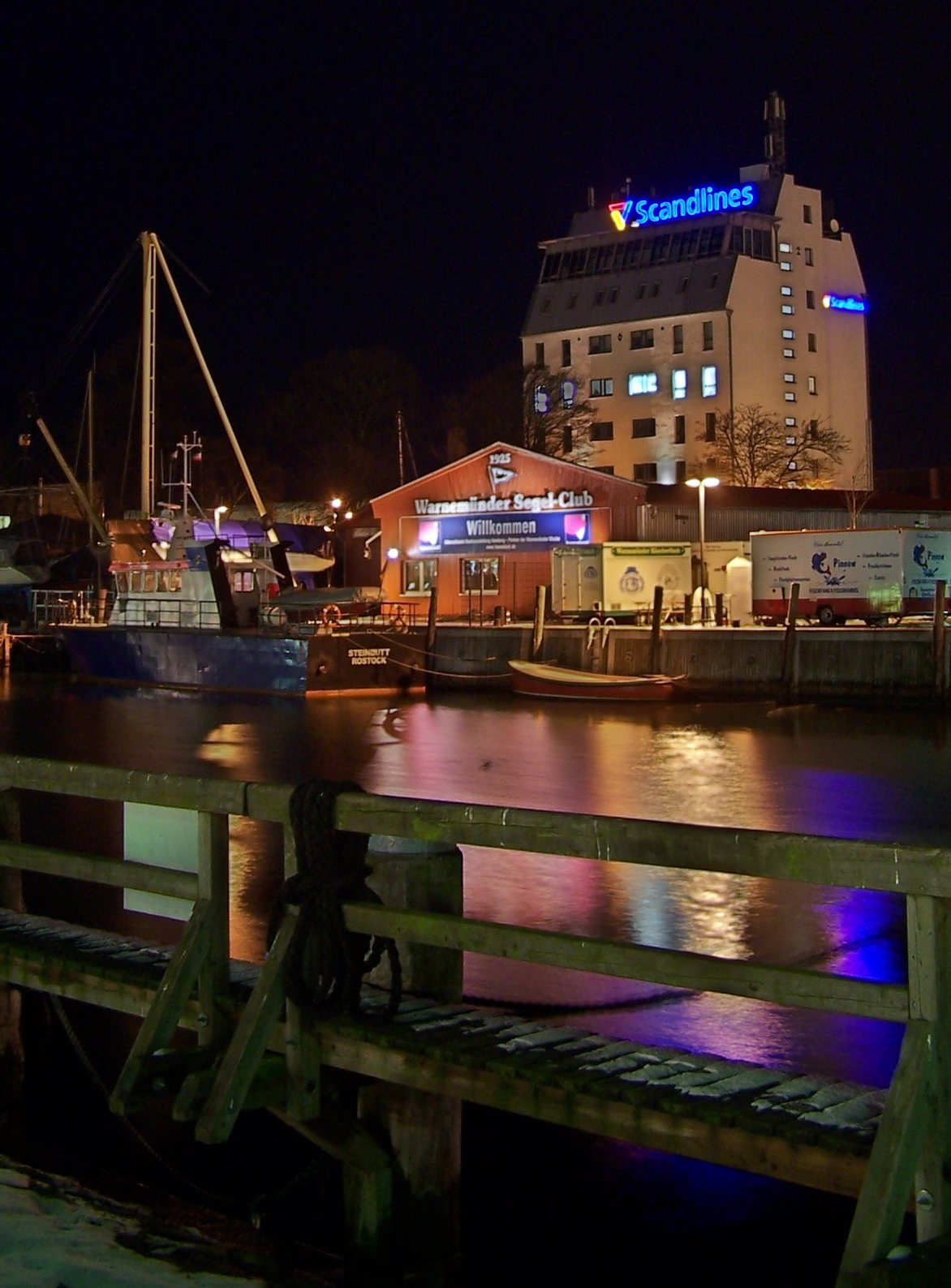
Biurowiec Scandlines w Rostocku-Warnemünde

Scandlines AG – duńsko-niemieckie przedsiębiorstwo promowe przewożące na Morzu Bałtyckim rocznie około 20 milionów pasażerów i 4 miliony samochodów. Przedsiębiorstwo powstałe w 1998 roku ma swoje siedziby w Rostocku i Kopenhadze zjednoczyło wcześniej istniejące Scandlines Deutschland GmbH i Scandlines Danmark A/S.
Uwaga
Przedsiębiorstwa nie należy mylić ze Scandlines AB – szwedzkiego operatora promowego w 2000 roku zakupionego przez Stena Line.

## Historia
Zjednoczenie Niemiec spowodowało, że połączono istniejące wcześniej odrębne koleje niemieckie (Deutsche Bundesbahn i Deutsche Reichsbahn) w jedną Deutsche Bahn AG. Z odpowiadających im osobnych przedsiębiorstw obsługujących kolejowe przeprawy promowe utworzono w dniu 1 kwietnia 1993 roku Deutschen Fährgesellschaft Ostsee mbH (DFO). Podobne przedsiębiorstwo kolei duńskich nazywało się Scandlines A/S. 21 czerwca 1998 roku połączono DFO i Scandlines A/S tworząc spółkę Scandlines AG. W kolejnych latach spółka intensywnie się rozwijała (głównie poprzez przejęcia mniejszych spółek) zdobywając znaczną część rynku przewozu samochodów na Morzu Bałtyckim.
Obecnym właścicielem przedsiębiorstwa jest 3iGroup. Działalność firmy stanowi ważną część infrastruktury zabezpieczającej główne szlaki transportowe pomiędzy Niemcami i Danią, a także Skandynawią i kontynentalną Europą.

## Obsługiwane trasy

### Obsługiwane trasy (dane z 2019 roku)
- Puttgarden (wyspa Fehmarn) (D) – Rødby (wyspa Lolland) (DK)
- Rostock (D) – Gedser (DK)

### Trasy zarządzane przez Scandlines
- Helsingør (DK) – Helsingborg (S) operator: HH Ferries Group

### Trasy historyczne – nie obsługiwane
- Rostock (D) – Trelleborg (S)
- Sassnitz-Neu Mukran (Rugia) (D) – Kłajpeda (LT)
- Sassnitz-Neu Mukran (D) – Trelleborg (S)

- Esbjerg (DK) – Fanø (DK)
- Fynshav (DK) (wyspa Als) – Bøjden (wyspa Fionia) (DK)
- Kilonia – Kłajpeda (LT)
- Travemünde (D) – Windawa (LV)
- Travemünde (D) – Lipawa (LV)
- Nynäshamn (S) – Windawa (LV)
- Sassnitz-Neu Mukran (D) – Rønne (wyspa Bornholm) (DK)

- Århus (DK) – Aabenraa (DK) – Kłajpeda (LT)
- Århus (DK) – Kalundborg
- Bøjden (DK) – Fynshav (DK)
- Karlshamn (S) – Windawa (LV)
- Spodsbjerg (wyspa Langeland) (DK) – Tårs (wyspa Lolland) (DK)
- Travemünde (D) – Trelleborg (S)

## Flota
- M/V Deutschland[1]
- M/V Prinsesse Benedikte[2]
- M/V Schleswig-Holstein[3]
- M/V Kronprins Frederik[4]
- M/V Prins Richard[5]
- M/V Holger Danske[6]
- M/V Berlin[7]
- M/V Copenhagen[8]